# Cleonymus amabilis
Cleonymus amabilis är en stekelart som först beskrevs av Cockerell 1926.  Cleonymus amabilis ingår i släktet Cleonymus och familjen puppglanssteklar. Inga underarter finns listade i Catalogue of Life.